# Nekrolog 1127
Nekrolog
◄◄
| ◄
| 1123
| 1124
| 1125
| 1126
| 1127 | 1128 | 1129 | 1130 | 1131 | ► | ►►
Weitere Ereignisse | Allgemeiner Nekrolog 1127
Die Beschreibung der verstorbenen Person sollte so kurz wie möglich gehalten sein und nur deren signifikante Tätigkeit(en) enthalten.
Neue Namen ggf. auch unter dem Geburts- und Sterbedatum, also etwa unter 1. Januar und im Geburts- und Sterbejahr (2024) eintragen (nur bei entsprechender großer Wichtigkeit). Für Beispiele siehe die schon vorhandenen Artikel.
Außerdem über die fünf zuletzt Verstorbenen, zu denen es einen ausreichend guten Artikel für eine Präsentation auf der Hauptseite gibt, nach der todesbedingten Überarbeitung der Artikel ggf. auch unter Wikipedia Diskussion:Hauptseite informieren und sie am besten auch in den anderen Wikipedia-Sprachversionen eintragen. Tipp: Regelmäßig bei news.google.de nach „ist tot“, „gestorben“ oder „verstorben“ suchen.
Wenn eine Person gestorben ist, gibt es viele Seiten zu dieser Person in der Wikipedia, die davon auch betroffen sind und entsprechend aktualisiert werden müssen. Beispiele: Namenübersichtsseite, Geburtsjahr, Geburtsort-Seiten und viele mehr.
Wie finde ich die betroffenen Seiten?
Im Suchfeld auf der linken Seite gibt man den Suchbegriff so ein: „Vorname Nachname“. Dann klickt man auf Volltext und alle Seiten mit entsprechendem Suchtext werden aufgerufen. Hier sieht man dann schnell, wo auch das Todesjahr Sinn macht oder sogar ein Teil des Artikels angepasst werden muss. Auch hilft das „Werkzeug“ auf der linken Seite sehr gut, um solche Seiten aufzufinden: „Links auf diese Seite“. Somit ist die Wikipedia wieder aktuell in allen Bereichen! Hinweis: bei Eintragung der Kategorie „Gestorben JAHR“ wird der Missbrauchsfilter 49 ausgelöst, was jedoch nicht schlimm ist. Siehe: Spezial:Missbrauchsfilter/49
Dies ist eine Liste von im Jahr 1127 verstorbenen bekannten Persönlichkeiten. Die Einträge erfolgen innerhalb der einzelnen Daten alphabetisch sortiert. Tiere sind im Nekrolog für Tiere zu finden.

## Januar
| Tag        | Name                     | Beruf, bekannt als                                | Alter | Beleg |
| ---------- | ------------------------ | ------------------------------------------------- | ----- | ----- |
| 13. Januar | Gottfried von Cappenberg | westfälischer Graf, Prämonstratenser und Heiliger |       |       |

## Februar
| Tag         | Name                     | Beruf, bekannt als                                                          | Alter | Beleg |
| ----------- | ------------------------ | --------------------------------------------------------------------------- | ----- | ----- |
| 7. Februar  | Ava                      | erste deutschsprachige Dichterin                                            |       |       |
| 28. Februar | Dietrich II. von Münster | deutscher römisch-katholischer Geistlicher; Bischof von Münster (1118–1127) |       |       |

## März
| Tag      | Name                    | Beruf, bekannt als                                 | Alter | Beleg |
| -------- | ----------------------- | -------------------------------------------------- | ----- | ----- |
| 1. März  | Wilhelm III.            | Graf von Burgund                                   |       |       |
| 2. März  | Karl I.                 | Graf von Flandern                                  |       |       |
| 22. März | Heinrich von Alt-Lübeck | abodritischer Fürst aus der Dynastie der Nakoniden |       |       |

## April
| Tag       | Name                  | Beruf, bekannt als  | Alter | Beleg |
| --------- | --------------------- | ------------------- | ----- | ----- |
| 30. April | Wolfhard von Augsburg | Eremit und Heiliger |       |       |

## Juli
| Tag      | Name               | Beruf, bekannt als                    | Alter | Beleg |
| -------- | ------------------ | ------------------------------------- | ----- | ----- |
| 7. Juli  | Ulrich von Bamberg | katholischer Geistlicher und Chronist |       |       |
| 28. Juli | Wilhelm II.        | Herzog von Apulien                    |       |       |

## August
| Tag        | Name                           | Beruf, bekannt als   | Alter | Beleg |
| ---------- | ------------------------------ | -------------------- | ----- | ----- |
| 15. August | Richard de Capella             | Bischof von Hereford |       |       |
| 27. August | Ulrich I. von Kyburg-Dillingen | Bischof von Konstanz |       |       |

## Oktober
| Tag         | Name                  | Beruf, bekannt als    | Alter | Beleg |
| ----------- | --------------------- | --------------------- | ----- | ----- |
| 14. Oktober | Heinrich II. von Werl | Bischof von Paderborn |       |       |

## November
| Tag          | Name                 | Beruf, bekannt als  | Alter | Beleg |
| ------------ | -------------------- | ------------------- | ----- | ----- |
| 12. November | Godebold von Utrecht | Bischof von Utrecht |       |       |

## Datum unbekannt
| Tag | Name                     | Beruf, bekannt als                               | Alter | Beleg |
| --- | ------------------------ | ------------------------------------------------ | ----- | ----- |
|     | Adelajda von Polen       | polnische Prinzessin, Markgräfin                 |       |       |
|     | Eberhard von Fürstenberg | Bischof von Straßburg                            |       |       |
|     | Herluka von Bernried     | Klausnerin                                       |       |       |
|     | Meinfried                | slawischer Herrscher in Brandenburg an der Havel |       |       |